# Soyuz T-5
Soyuz T-5 fue una misión espacial soviética tripulada realizada en una nave Soyuz T. Fue lanzada el 13 de mayo de 1982 desde el cosmódromo de Baikonur mediante un cohete Soyuz hacia la estación Salyut 7 con dos cosmonautas a bordo. Se trató de la primera misión a la Salyut 7, y durante su estancia fueron visitados por las dos siguientes misiones. En el regreso viajaron tres cosmonautas pertenecientes a la Soyuz T-7.
Los objetivos de la misión consistieron en realizar varias investigaciones y experimentos científicos a bordo de la Salyut 7.

## Tripulación
- Anatoli Beriozovói (Comandante)
- Valentin Lebedev (Ingeniero de vuelo)

### Tripulación de sustitución
- Vladimir Titov (Comandante)
- Gennady Strekalov (Ingeniero de vuelo)